# Digenea
Los digeneos o digenéticos (Digenea, griego dis, "doble" y genos, "raza") son una subclase de platelmintos de la clase de los trematodos. Se trata de gusanos parásitos con un tegumento sincitial, en general provistos de dos ventosas, una oral y otra ventral. Los adultos parasitan especialmente el tubo digestivo, pero pueden infestar cualquier órgano de todas las clases de vertebrados, incluido el ser humano. Fasciola hepatica produce la fascioliasis, una enfermedad parasitaria de los rumiantes que puede afectar al hombre.
Antiguamente se los relacionaba con los Monogenea, pero en la actualidad se admite que son más cercanos a los  Aspidogastrea y que los Monogenea están más relacionados con los Cestoda. Se han descrito unas 6000 especies.

## Ciclo biológico
Aunque los trematodos digenéticos son un gran grupo de endoparásitos de forma, tamaño y hábitat muy variables, coinciden sin embargo en modelos básicos de estructura morfológica y de los estadios del ciclo de vida.
- Las formas adultas del parásito son hermafroditas. De los huevos operculados se liberan los miracidios, primer estadio larvario del ciclo de vida de los digeneos. Son de vida libre y nadadores, con estructuras ciliadas que les permiten desplazarse en busca de los primeros hospedadores intermediarios, que son siempre moluscos bivalvos o gasterópodos. Los miracidios presentan glándulas de penetración, células flamígeras y túbulos excretores asociados a ellas. Son de vida transitoria, incapaces de alimentarse.
- En sus hospedadores intermediarios primarios, el miracidio evoluciona hasta la siguiente fase larvaria, el esporocisto madre.
- Las células germinales de los esporocistos madre producirán, o bien directamente redias, o bien esporocistos hijos, pero nunca ambos en la misma especie de digeneo. El producto final de esta fase asexuada son las cercarias, que determinan el final de la fase asexuada del ciclo vital. Las cercarias son formas nadadoras que escapan del molusco volviendo al medio acuático.
- Normalmente pasan al agua, y luego se enquistan transformándose en metacercarias en los segundos hospedadores intermediarios , aunque en ocasiones también pueden enquistarse  en vegetación sumergida o semisumergida. Las metacercarias  infectarán al hospedador definitivo al ser ingeridas por este, evolucionando hasta la madurez sexual (hermafroditas) en diversos órganos del mismo.